# 奥特兰德
奥特兰德（德語：Ortrand，發音：[ˈɔʁtʁant] ⓘ，發音：[ˈwʊtʁajn]）是德国勃兰登堡州上施普雷瓦尔德-劳西茨县的城市，面积7.36平方千米，2023年12月31日人口为2,021人。